# Phytomia chrysopyga
Phytomia chrysopyga là một loài ruồi trong họ Ruồi giả ong (Syrphidae). Loài này được Wiedemann mô tả khoa học đầu tiên năm 1819. Phytomia chrysopyga phân bố ở miền Đông phương